# Śrem (công xã)
Gmina Srem là một vùng đô thị-nông thôn (công xã) ở Śrem, Voivodeship Greater Ba Lan, ở phía tây trung tâm Ba Lan. Khu vực hành chính của nó là thị trấn Śrem, nằm cách khoảng 36 kilômét (22 mi) về phía nam thủ đô Poznań.
Gmina có diện tích 205,83 kilômét vuông (79,5 dặm vuông Anh), và tính đến năm 2006, tổng dân số của nó là 39.841 (trong đó dân số Srem lên tới 30.227, và dân số của vùng nông thôn của Gmina là 9.614).
Gmina gồm một phần của khu vực được bảo vệ gọi là Công viên cảnh quan Chłapowski.

## Làng
Ngoài thị trấn SREM, Gmina SREM gồm các làng và các khu định cư của Barbarki, Binkowo, Błociszewo, Bodzyniewo, Borgowo, Bystrzek, Dąbrowa, Dalewo, Dobczyn, Gaj, Góra, Grobelka, Grodzewo, Grzymysław, Jeleńczewo, Kadzewo, Kaleje, Kawcze, Kotowo, Krzyżanowo, chân, Luciny, Marianowo, Marszewo, Mateuszewo, Mechlin, Mórka, Niesłabin, Nochówko, Nochowo, Olsza, Orkowo, Ostrowo, Pełczyn, Psarskie, Pucołowo, Pysząca, Sosnowiec, Szymanowo, Tesiny, Wirginowo, Wyrzeka và Zbrudzewo.

## Gmina lân cận
Gmina Srem giáp với các Gmina của Brodnica, Czempiń, Dolsk, Kórnik, Krzywiń, Książ Wielkopolski và Zaniemyśl.